# Zderzenie promów w Hongkongu
Zderzenie promów koło Hongkongu – katastrofa morska, do której doszło 1 października 2012 na wodach terytorialnych Hongkongu.

## Katastrofa
Wyczarterowany (przez Hong Kong Electric) prom Lamma IV z 124 pasażerami i załogą zatonął 1 października 2012 nieopodal Hongkongu, po zderzeniu z promem Sea Smooth, będącym własnością Hong Kong and Kowloon Ferry Company.  Do kolizji doszło wieczorem, o godz. 20:23 czasu miejscowego, nieopodal wyspy Lamma. Na skutek katastrofy zginęło 39 osób, a kilkadziesiąt osób zostało rannych. Prom płynął do hongkońskiego portu Victoria Harbour na pokaz sztucznych ogni z okazji święta narodowego ChRL. Na jego pokładzie znajdowali się pracownicy z rodzinami, którzy uczestniczyli w wycieczce firmowej zorganizowanej przez przedsiębiorstwo Hongkong Electric Company. Jej celem była możliwość oglądania fajerwerków. W związku z katastrofą aresztowano sześć osób.